# Orawski Duży Stawek
Orawski Duży Stawek – naturalny, stały zbiornik wodny na południowych stokach Babiej Góry w Beskidzie Żywieckim, jeden z najwyżej położonych stawków w masywie babiogórskim.

## Położenie
Leży na wysokości 1460 m n.p.m. na niewielkim spłaszczeniu stokowym u wylotu jednej z głębszych, suchych dolinek powyżej źródlisk potoku Spod Kuhni, ok. 600 m na południowy wschód od Gówniaka i ok. 400 m na północny wschód od Mułowego Stawku. Położony jest powyżej górnej granicy lasu, wśród zwartych łanów kosodrzewiny. Niedostępny dla turystów, widoczny jest z dala tylko fragmentarycznie, z jednego ze spiętrzeń grani babiogórskiej.

## Pochodzenie
Staw jest zbiornikiem wodnym typu wannowego, powstał w starej, płytkiej niszy osuwiskowej, której dno, a zwłaszcza brzegi zostały uszczelnione ilastym materiałem mineralnym.

## Hydrografia
Kształt stawu jest nieco wydłużony, o nieregularnych brzegach. Jego powierzchnia wynosi średnio ok. 200 m², a maksymalna głębokość (według różnych źródeł) od 0,6 do 1,0 m. Brzegi całkowicie zarosłe kosodrzewiną, od strony południowej podmokłe. Dno opadające łagodnie ku środkowi niecki zbiornika, muliste, o miąższości mułu do ok. 15 cm. Woda przezroczysta, bardzo zimna.
Stawek zasilany jest obficie wiosną wodami roztopowymi, a latem wodami opadowymi, jednak stan wody na ogół nie wykazuje zależności od opadów. Ponieważ zbiornik nie posiada stałych dopływów i odpływów powierzchniowych, najprawdopodobniej zasilany jest wydajnymi wysiękami podziemnymi i w taki sam sposób odprowadzany jest z niego nadmiar wody.

## Fauna
W wodach stawku rozmnaża się traszka górska. Wśród dość ubogiej fauny bezkręgowców w zbiorniku wyróżnia się widłonóg Mixodiaptomus tatricus (Wierz.) – endemit karpacki, który tu znajduje swe najwyższe miejsce występowania w masywie babiogórskim.